# کنستانتین بوگایفسکی
کنستانتین بوگایفسکی (اوکراینی: Костянти́н Фе́дорович Богає́вський؛ ۱۲ ژانویهٔ ۱۸۷۲ – ۱۷ فوریهٔ ۱۹۴۳) نقاش اهل پادشاهی هلند بود.